# یواس‌اس چوب (اس‌اس-۳۲۹)
یواس‌اس چوب (اس‌اس-۳۲۹) (به انگلیسی: USS Chub (SS-329)) یک زیردریایی بود که طول آن ۳۱۱ فوت ۹ اینچ (۹۵٫۰۲ متر) بود. این زیردریایی در سال ۱۹۴۴ ساخته شد.